# Kiedyś cię znajdę
Kiedyś cię znajdę – pierwszy singel promujący płytę Trans Misja Reni Jusis.

## Lista utworów
1. Kiedyś cię znajdę (radio edit) - 3:34
2. Kiedyś cię znajdę (album version) - 5:55